# Deutsche Freiwillige Motorisierte Kompanie in Eritrea

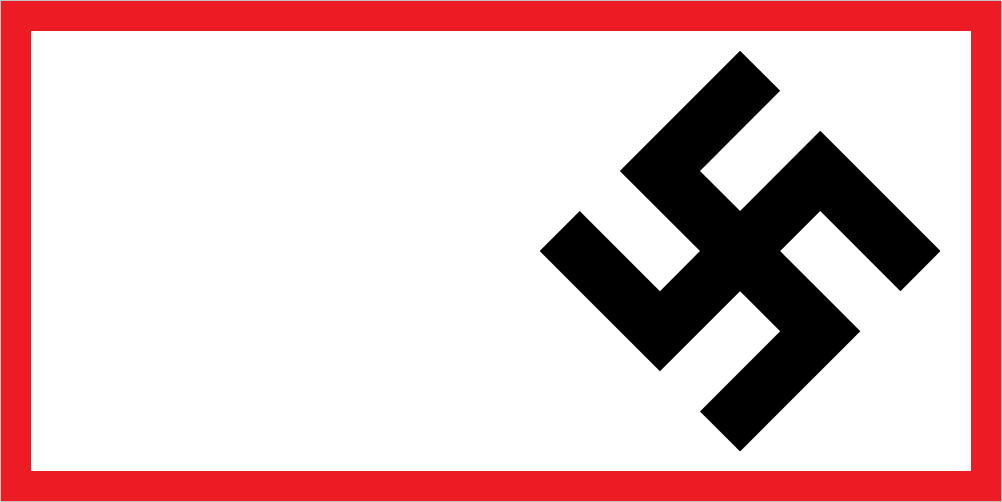
Kragenspiegel der Deutschen Freiwilligen Motorisierten Kompanie in Eritrea

Die Deutsche Freiwillige Motorisierte Kompanie in Eritrea (offiziell italienisch Compagnia Autocarrata Tedesca del Regio Esercito italiano, kurz CAT) war ein deutscher Freiwilligenverband in den italienischen Streitkräften, der im Zweiten Weltkrieg im Ostafrikafeldzug in Italienisch-Ostafrika zum Einsatz kam.

## Geschichte
Mit dem Kriegseintritt Italiens am 10. Juni 1940 auf Seiten Deutschlands gegen Frankreich und Großbritannien wurde auch Ostafrika zum Kriegsschauplatz, wo italienische und britische Kolonien aneinandergrenzten. Ostafrika-Deutsche und Besatzungsmitglieder von deutschen Handelsschiffen in den Häfen der ostafrikanischen Kolonien Italiens meldeten sich nach dem Kriegseintritt Italiens freiwillig zur italienischen Armee und wurden von den Italienern Ende Juni 1940 in Asmara, der Hauptstadt der italienischen Kolonie Eritrea, zur Compagnia Autocarrata Tedesca (deutsch Deutsche Motorisierte Kompanie) zusammengefasst. Die Kompanie hatte eine Truppenstärke von 138 Mann. 
Nach der Ausbildung ging die mit italienischen Uniformen, Waffen und Lastwagen ausgerüstete Kompanie Mitte Oktober 1940 – eingegliedert in ein italienisches motorisiertes Bataillon – auf den Marsch an die Front in den britischen Sudan, nahe der Grenze zu Eritrea. Anfang November 1940 rückte die Kompanie in die sudanesische Stadt Kassala ein. Im Raum um Kassala stand die deutsche Freiwilligenkompanie dann in Kämpfen gegen angreifende britische Verbände. Mit der Aufgabe von Kassala durch die Italiener am 22. Januar 1941 war die deutsche Kompanie bei den Einheiten, die als Nachhut den Rückzug der italienischen Streitkräfte auf Asmara deckten. Dabei kam es schweren Kämpfen für die Kompanie um Agordat und die Stadt Keren im Norden Eritreas. 
Die freiwillige deutsche Einheit stand im Raum der eritreischen Hafenstadt Massaua am Roten Meer, als der Befehl aus Berlin kam, mit den Männern der Kompanie die deutschen Handelsschiffe in Massaua zu bemannen und mit den Schiffen den Durchbruch in neutrale oder eigene Häfen zu wagen, um sie nicht in britische Hände fallen zu lassen oder sie selbstversenken zu müssen. Teile der Kompanie sollen in den folgenden Rückzugsgefechten nach Süden, in die Berggegend von Amba Alagi, in der italienischen Kolonie Äthiopien, aufgerieben worden sein. Am 18. Mai 1941 kapitulierten die italienischen Truppen nach der Schlacht um den Amba Alagi.
Im Januar 1941 wurde der erste Kommandeur der Kompanie, Oberleutnant Gustav Hamel, ein Reserveoffizier, der schon im Ersten Weltkrieg gedient hatte, durch den aus Deutschland eingeflogenen Leutnant Heinz Werner Schmidt abgelöst. 
Im März 1941 wurde Heinz Werner Schmidt zum Afrikakorps abkommandiert und flog von Eritrea nach Libyen, wo er von Erwin Rommel, dem Kommandeur des Afrikakorps, zu seinem Ordonnanzoffizier ernannt wurde.
Laut Heinz Werner Schmidt sollen ein paar Männer der Deutschen Freiwilligen Motorisierten Kompanie in Eritrea an Bord der vier italienischen U-Boote gewesen sein, denen der Ausbruch aus Italienisch-Ostafrika gelang und die im Mai 1941 das deutsch besetzte Bordeaux an der französischen Atlantikküste erreichten.
Ebenfalls freiwillig für den Kampf auf italienischer Seite in Ostafrika meldete sich im Juni 1940 die Besatzung des deutschen Schleppers Kionga im somalischen Chisimaio. Die deutsche Kriegsmarine genehmigte den Einsatz des Schiffes als Minensucher der italienischen Kriegsmarine vor dem Hafen von Chisimaio, aber unter deutscher Kriegsflagge fahrend.